# Neottia camtschatea
Neottia camtschatea är en orkidéart som först beskrevs av Carl von Linné, och fick sitt nu gällande namn av Heinrich Gustav Reichenbach. Neottia camtschatea ingår i släktet näströtter, och familjen orkidéer. Inga underarter finns listade i Catalogue of Life.